# Pseudocyphellaria semilanata
Pseudocyphellaria semilanata är en lavart som först beskrevs av Johannes Müller Argoviensis, och fick sitt nu gällande namn av D. J. Galloway. Pseudocyphellaria semilanata ingår i släktet Pseudocyphellaria och familjen Lobariaceae.   Inga underarter finns listade i Catalogue of Life.